# 六三四の剣
『六三四の剣』（むさしのけん）は、村上もとかによる日本の漫画作品、及びそれを原作としたテレビアニメやコンピュータゲームなどのメディアミックス作品群。
漫画原作は『週刊少年サンデー』（小学館）1981年17号から1985年41号にかけて連載された。単行本は少年サンデーコミックス全24巻、ワイド版全11巻、小学館文庫版全10巻が刊行されている。1984年には第29回小学館漫画賞少年部門を受賞。1985年にテレビアニメ化、1986年にファミコン用ゲーム化がされるなど各種の展開が図られている。
剣道を題材とした正統派のスポーツ少年漫画。岩手県を舞台に、剣道一家に育った主人公・夏木六三四が父の死を乗り越え、ライバル・東堂修羅らとの対決を通じて成長する姿を描いている。物語は小学生時代と高校生時代に分かれており、高校編では六三四が武者修行の末にインターハイ優勝を目指すストーリーとなる。

## 作品背景
作者の村上は剣道経験者であった父親から当時の思い出話を聞いて育ったため、剣道に憧れを抱いていた。ただし、父親は進んで子供たちに教えるような性分ではなく、さらに作者の学生時代には身近に剣道場や剣道部がなかったことため、競技を実践する機会には恵まれなかった。成人し漫画家となってからは『がんばれ元気』に影響を受けて、同作のような青春ものを描きたいという希望もあった。
村上にとっては『エーイ!剣道』（『増刊少年サンデー』1978年11月号から1980年3月号まで連載）に次いで2作目の剣道漫画となり、『エーイ!剣道』が10代後半の男性を主人公としたのに対し、『六三四の剣』では主人公の幼少期から成長していく姿を描いた。1980年代初頭のサンデー誌上では、小山や金井たつおも剣道漫画の連載を希望していたため、本作も企画が流れる可能性があったが、編集部との交渉の末にかろうじて連載枠を獲得した。
村上は『エーイ!剣道』の執筆の際、剣道経験者として三田紀房に協力を仰いでいたが、妻の知り合いという縁で三田の兄・栄一郎も紹介された。村上は栄一郎宅のある盛岡市を訪れうちに同地を気に入ったといい、作品の舞台に取り入れることとなった。
本作は主人公・六三四とライバル・修羅の関係が軸となるが、六三四については陽気なキャラクターであるものの、彼の父の死以降は、いかに内面を描くのか苦慮した。六三四は岩手県、修羅が奈良県の出身のため両者の接点を作りづらかったが、親子二代にわたる因縁を作ることでストーリーに絡めた。また、村上と編集者の島地勝彦の対談によれば、本作は柴田錬三郎の小説『決闘者』に描かれる宮本武蔵の姿に着想を得ているという。
なお、主人公の六三四など登場人物のセリフは標準語ではなく岩手の方言となっている。村上によれば地域ごとに方言にも違いがあるという理由から、アレンジを加えたものもある。

## 評価
高取英は本作について、「少年の成長を描き、ライバルとの闘争、技術と精神力の向上を通じた自己の成長、親と子、恋愛など、少年マンガの全ての要素が入り込んでいる」と評している。高取によれば「主人公の少年が父の意志を継ぐ」という構造は少年マンガの古典的パターンとして定着しているが、本作では『柔道讃歌』と同様に主人公を鍛え、その成長を後押しする存在として母親にも焦点が当てられている。さらに主人公とライバルの双方に恋愛の要素が絡められている点を含め、「おそらく『イガグリくん』から始まって『巨人の星』『柔道讃歌』と展開されてきた古典的少年マンガは、この『六三四の剣』で集大成されたのである」と評している。
夏目房之介によれば、本作の連載はラブコメディ全盛の中で古典的少年マンガが後退した時期にあたり、時代的な要請から恋愛要素も取り入れているが、形式的なものに過ぎないとしている。夏目は本作を「ひたすら剣道に向かって描かれ、剣道ばっかりの話で集約した」作品と評している。
逢河信彦編著の『格闘技マンガ、アニメ、ゲーム、ノベル99の謎』によれば、『おれは鉄兵』以来、剣道漫画はヒットに恵まれず、「剣道漫画は傑作に恵まれない」という見方が大勢を占めていたが、本作品はオーソドックスな作風ながらそうした評価を覆して人気作品となった。逢河は本作品について「剣道という、地味でさほど絵的に工夫の余地のないものを、村上はつとめて正確に描いた。現実の試合以上の迫力を出すことに成功したといっていい」と評価しているが、一方で現代剣道における技のみでは限界を感じ、作品中盤からは示現流や二刀流といった古流剣術を出さざるを得なくなったとも指摘している。

## あらすじ
剣道岩手県大会を制した夏木夫婦の元に男の子が生まれる。誕生日時が6月3日の午後4時であることから、六三四と名付けられた。六三四は両親の影響から、3歳の時に剣道を始める。六三四が小学校1年生の時、父親の栄一郎は、出場した剣道大会にて優勝を手にしたものの、自身の先輩である東堂国彦との試合中に負った傷によって死亡。東堂への恨みを抱いた六三四だったが、その息子であり最大の好敵手となる東堂修羅と互いに切磋琢磨し、剣道を通して成長してゆく。

## 登場人物

### 夏木家
六三四
声 - 渕崎ゆり子、青春編は堀川亮、PS2版は緑川光
主人公。剣道一家に生まれた「剣道のサラブレッド」として、幼い頃から竹刀を握る活発な少年である。
幼少時から年齢のわりに身体能力が高くとてつもないわんぱく小僧で暴れん坊だったが、高校進学時はそれなりに礼儀もわきまえた青年に成長していた。
小学生低学年の時は剣道をしないでスキーにハマっていた。後に北上少年少女剣道クラブ入門するものの嵐子以外は稽古相手になる者が居なかったため、大石に稽古をつけてもらっていたほか、各中学校や高校の剣道部に道場破りをしていた。その後、警察署の道場で鍛えてもらう。
中学時代は全国制覇出来なかった。中2の時は東堂を倒したものの準々決勝で敗れ、3年次は準決勝で東堂に敗れ、東堂が全国制覇する。
高校進学に当たっては、父と同じ開陽高校に入学し、下宿生活を送る事となる。
轟の酒屋でバイトし、夏休みに八雲大と4強(日高・有働・東堂)の元で武者修行する。
原作最終回では修羅にあてた手紙の中で将来は教師を目指すとある。
佳代
声 - 吉田理保子
六三四の母。旧姓・朝倉。全日本女子選手権優勝を果たし、「東北の鬼ユリ」と評される剣道4段の達人でママさん剣士はおろか、若先生や一般男性でも太刀打ち出来ない。北上少年少女剣道クラブでコーチを務め、団体戦の出場者の特訓も行う。梶は練習はキツイが最高のコーチだと評している。
当初は専業主婦だったが、夫が武者修行の為、警官を退職した際に小学校教諭になる。元々学生時代に学生運動へ参加しており、亡夫である栄一郎に面を食らわせた事がきっかけで付き合い、結婚している。
六三四が高校時代に剣道を本格的に再開して全国大会に出場する。スタミナ不足と戦いながらもブランクを感じさせない活躍を見せ準決勝戦に進出し、風戸と対決。風戸をして「東北の鬼ユリは錆び付いていない、気を抜けば一瞬でやられる」とした気迫を見せ、「真剣であれば真っ二つに断ち切られていた」と語る面を喰らわせるも、惜敗した。
全国大会後、同僚でかねてからアプローチされていた八重樫と再婚するが、この時、仲人を務めたのは義姉（栄一郎の姉夫婦で六三四の伯母夫婦）。八重樫との結婚後は姓を八重樫と改める。
栄一郎
声 - 徳丸完
六三四の父。岩手県警機動隊に在籍し、「岩手の虎」と評される剣道6段の達人。大酒のみ。その強さは酔った状態で短刀を持ったヤクザ3人を爪楊枝一本で難なく撃退する程。
六三四が幼少時に修業した寺には栄一郎も通い、当時の写真が残されているが顔は息子と違って四角張っているだけで瓜二つ。
全日本大会で東堂との試合中に首に突きを受け重傷を負い、大会二連覇を達成するも、死去。
しかし、栄一郎亡き後も岩手県警の警察学校の剣道場に自身の上段構えの写真が飾られるなど、尊敬する人物として扱われている。
十一
声 - 木藤聡子
飼犬。六三四とは兄弟同然に育つ。栄一郎ら機動隊員に保護された時も死んだ母親を守っていたが、幼い頃に野犬に襲われた時も右目を失明しながら、六三四を守り続けた。また、名前は、六三四の名が栄一郎が剣道の選手権大会当日の優勝を決めた時間「6月3日4時」に因んで命名されたのに倣い、夏木家の一員になった「10月1日」に因んで六三四に命名される。
八重樫 幹夫
声 - 山口健
小学生時代の六三四の担任教師。非体育会系で穏やかな性格で、栄一郎と反対の点が多い。後に佳代と再婚する。六三四に読書の楽しみを教えた人物で動物も好きで生態に詳しい。

### 東堂家
修羅
声 - 羽村京子、青春編は鳥海勝美
六三四の親友であり作中を通しての最良の好敵手。華麗で正確な剣捌きが特徴。名の由来は、父親が興福寺の阿修羅像が好きだったため。
中学高校時代は韮山の下で下宿生活を送るが、父死去後は学生寮に移る。
心優しく礼儀正しい少年だが、剣を握るとその名の如く激しい剣さばきを見せる。その実力は、轟をも圧倒し、高校剣道で連覇を果たす程だが、1年の時は4強の3名が出場していなかったことと、2年次も「夏木が出場してないなら優勝したとは思えない」と発言し、有働と日高も同調している。開陽高に訪れた際は部員からはイケメンと評されている。
原作最終回では六三四に宛てた手紙の中で、医師を目指すことを表明している。
『六三四の剣』連載に先立ち『週刊少年サンデー』に掲載された読み切り作品『修羅の剣』では主人公である。
国彦
声 - 若本規夫
修羅の父。夏木栄一郎の先輩であり、最大の好敵手。大学時代に全日本選手権(社会人含む)での優勝、最年少記録を持つ程の天才だが、それ以降一切の大会には出場していなかった。自宅には道場がある。
情熱を燃やすタイプの栄一郎とは正反対の、冷静かつ正確無比な剣を使う。栄一郎が全日本選手権で優勝したことに感化され12年ぶりに再び全日本選手権に出場、準決勝で栄一郎と対戦し死闘の末敗れるが、その時負った傷が原因で栄一郎は死去、自身も二度と表舞台に出ることはなかった。妻子にきつくあたり、修羅から憎まれたこともある。修羅が高校進学した辺りから癌が悪化し、最終回で死去。
六三四の突きを防具無しで受けても平気で逆に竹刀を粉砕してしまう程の強靭な喉を持っている。
巻き技と突き技が得意で、突き技は誤爆でも竹刀が破損せずに柱に突き刺さる程の威力。
朝香
声 - 有馬瑞香
修羅の母。故人。夫を陰で支え、家族に揺るぎない愛情を注ぐ大和撫子。生来感受性が強く、国彦の修羅へのシゴキに耐えかね、家を出て行ってしまった。

### その他
轟 嵐子
声 - 伊倉一恵
六三四の小さい頃からの剣友で、決勝戦では取っ組み合いの喧嘩までしてしまっている。後に同じ道場に入門後、親友になる。嵐の日に生まれたため嵐子と名付けられた。天然の巻き髪ショートヘアーで性格は負けず嫌い。才能に恵まれているがやや怠け癖がある、高校生になり自分の六三四への恋愛感情に気づく。
実家は酒屋。
B78cmの貧乳である事を気にしている。
上田
声 - 勝田久
杉子
声 - 安藤ありさ
栄一郎が国彦打倒を目指し修行していた時に宿泊していた寺の和尚の孫娘。彼女もまた剣士であり、寺へ押しかけてきた六三四に稽古をつけている他、乳揉みされたのでパイナメさせた。原作終盤には、結婚、男児を設けている。
日高 剣介
声 - 中原茂
剛剣示現流の使い手として、“剣道王国”九州でも一、二を争う剣士。4強の1人で、相手の新品の竹刀をも叩き割る程の剣士。鹿児島県出身。激しい性格で、六三四と修羅をライバル視する。小学生時代は場外乱闘も辞さない性格だった。鹿児島に訪れた六三四を出迎えるため、鹿児島中の学生剣士が港に集結した。
有働 大吾
声 - 西村朋紘
日高と肩を並べる巨体の上段使い。4強の1人。熊本県出身。なぎなたをしている妹がいる。インターハイは団体戦優勝している。その後、古沢に勝負を挑み喉を突かれて重傷を負い入院する。武者修行に来た六三四と稽古出来なかったのを残念がっている。乾が古沢に弟子入りした事を知らず、古沢にそっくりな秘剣・二刀流を見て不思議がる。
大石 巌
声 - 菅原淳一、玄田哲章
六三四の師匠であると同時に目標。栄一郎の警官時代の署長の息子。
開陽学園高校剣道部の監督や警察学校の助教等を請け負い、また、六三四に様々な影響を与えるなど、実力は非常に高い。
栄一郎を尊敬しており、子供時代は暴れん坊だったが、剣道を始めてからは大人しくなる。ガキ大将で、カツアゲしてきた中学生番長をも叩きのめすほどの強さである。学生時代は剣道部監督と剣道助教と役割を変えながら、先輩として六三四を厳しく鍛える。大学選手権の覇者である。
大石署長
声 - 飯塚昭三
大石巌の父で、栄一郎にとっては上司にあたる。
武者 潔和
声 - 幹本雄之
開陽学園に流れ着いた元番長で何度か留年と落第をしているので魚戸より年上の先輩。趣味は覗きとエロ本鑑賞。
六三四の隣室に住み、度々訪れる。六三四と嵐子の新入生歓迎会をする。必殺技は、突きによってむせる相手に対して更なる突きの追い討ちをかける「マシンガン突き」。六三四と嵐子の両名を気絶させるほどの実力で、六三四と互角に稽古が出来る唯一の人物。
鬼ユリにも興味がある模様。六三四は助平さえなければ尊敬できると言っている。
大学は建築科志望だったが、桜が散ったため浪人中。模擬試験サボってまで六三四の応援に駆けつける。
魚戸は六三四と共に血の気は多いが、彼らから喧嘩を仕掛ける様な事はしないと擁護している。
魚戸 オサム
声 - 江森浩子　青春編は菊池正美
六三四の2つ歳上だが、保育園時代は年長組のボスだったが、六三四ともなみがヨーヨーで遊んでいる所を取り上げようとして六三四に返り討ちに合う。その後は親分と呼び、舎弟・親友になり、小宮とも友人になる。小学校入学後に六三四の影響で剣道を始め、開陽学園の剣道部主将となるものの、武者や六三四には劣る。大石巌とは従兄弟の関係になる。高校入学後も関係は変わっておらず、ついつい昔のままの呼び方で呼んでしまい、言い直す事が多い。小学校までは、丸顔でやや肥満体だったが、年月を経て普通の体格になっている。全国大会出場の六三四の応援に駆けつける事も多い。
名前の由来は当時のアシスタントの魚戸おさむ。
小宮 もなみ
声 - 及川ひとみ
六三四の保育園の同級生。眉間のほくろが特徴。お嬢様育ちで剣道はやっていない。「将来は六三四の嫁になる」と言っており、積極的にモーションをかける。父親の仕事の都合で中学時代は函館で過ごす。早池峰女学院高校ではテニス部に入部しダブルスで国体出場する。最終的には乾に惹かれていく。
米内
声 - 田中真弓
チビッ子剣道大会の優勝候補。同大会において六三四の目標だったが準決勝で嵐子に敗れる。
梶
声 - 青木和代
六三四の1つ歳上。北上少年少女剣道クラブの同僚。団体戦は岩手県予選では中堅、全国では副将を務める。北陵高校に進学するも、乾に手を焼いている様子。
栗田 朗
声 - 佐々木菜摘
六三四の1つ歳上。北上少年少女剣道クラブの同僚。岩手県予選では次鋒、全国では中堅を務める。出ばな小手が得意。
高須
六三四の1つ歳上。北上少年少女剣道クラブの同僚。岩手県予選では先鋒、全国では次鋒を務める。
韮山 練造
国彦と栄一郎の師。普段は穏やかな表情の老人であるが、その脚裁きと剣技は国彦と栄一郎をも凌ぎ、修羅の竹刀を杖で封じたり、六三四の懐に一瞬で着き、国彦と手合わせした際には気迫ある表情に変貌し（面を取られはしたものの）国彦の脇腹上を斬るなど、相当の実力を持つ。
古沢 兵衛
声 - 大木民夫
第二次世界大戦で戦地で女子供を斬殺してしまったが故に自らの剣を封印するように、離れ小島で孤独な生活をしている老人。後に墓標代わりとして乾へ二刀流を伝授した。有働、六三四、乾らを防具なしで一方的に打ちのめす程の剣豪。
乾 俊一
声 - 堀内賢雄
六三四・修羅・日高・有働の四強に匹敵する強さの、遅れてきた二刀流剣士。遍歴が激しく暗い性格で目が印象的。姉がいる。
中学から剣道を始めるも、恐れを知らない性格から頭角を現し、僅か2年で修羅を以ってして手ごわい相手と言わしめるほどの実力をつけた。北陵高校に進学し大会で六三四と対決中、交錯した反動で左腕を骨折してしまい、選手生命に関わるほどの大怪我を負う。この試合に負けた悔しさから、六三四の「大事な人」である小宮を襲うも未遂に終わる。しかしこの一件から小宮と奇妙な縁が生まれた。高3次は東都高校に転校し東京都代表で全国大会出場する。
荒々しい乱暴な剣が特徴で防具の無いところでも容赦なく打ち込んでくる。かつぎ胴が得意。コーチはおろか六三四・修羅も鼓膜を破られた。
その怪我による影響を克服するため、右手で小太刀を持つ『逆二刀流』で闘う事を思い付き、六三四の後に古沢の下へ訪ねて弟子入りを懇願、古沢の墓標代わりとして厳しい修行の末に僅か1年で逆二刀流を会得して、高校3年時の準決勝手前で六三四と対戦に臨んだ。その際に六三四に日高・修羅との戦いに影響が出る程の傷を負わせるも、一撃を掬い上げられて面を喰らい敗北した。
なお、実際には高校生以下の公式試合においては中体連・高体連の申し合わせにより二刀流は禁止されており、二刀流では出場出来ない（社会人と1992年以降の大学剣道では認められる）。
風戸 美奈
声 - 富沢美智恵
長崎出身の剣道4段の女性最強剣士。かつて栄一郎が所属していた、八雲学院大学の剣道部員。小手打ちに弱点がある。六三四と一緒に入浴したりキスしたりし、六三四は彼女の事が好きである事を母親に見抜かれていたが、先輩である伊東泰彦と婚約する。
権藤
声 - 石森達幸
北上少年剣道クラブの監督で、小学生時代の六三四の剣道の師。通称「ヒゲ先生」。将棋が好きだが弱い。
谷口 恒
北上少年剣道クラブのコーチ。通称「若先生」。夏木佳代の相手を務めるが全く歯が立たなかった。
久門
六三四が小5の時、岩手県大会の準決勝で戦った相手。高校編でも登場する。
陣内
六三四が小5の時、岩手県大会の決勝で戦った相手。対戦時、六三四の足の怪我を見抜いてそこを攻めようとしたが、結局敗れた。高校編でも登場する。
梅木 慎一
秋田県の剣士。全国大会で準決勝まで進んだ実力者だが、4強が話に出すまで六三四の事は知らなかったようである。秋田に帰る途中、六三四の下を訪れる。
沼田 憲治
六三四の高校時代の同級生。実力は本人曰く「下手の横好き」であり、六三四のマネージャーのような役割を務めている。
上条 綾子
六三四の高校時代の同級生。気の弱さを治すために幼いころから剣道を習っていたが入部試験（実は芝居で、夏木と轟には本当に襲うつもりだった）に慄いて逃げ出そうとしたところを六三四に止められ思いとどまり入部果たす。六三四に止められたことを感謝している。スリムで隠れ巨乳。
舛谷 晴美
同級生部員。
山之井
先輩部員で、六三四と嵐子の実力をよく知る人物で、入部式を唯一反対していた。
松尾 ジン
声 - 中尾隆聖
嵐子のバイク仲間で嵐子が好き。ワルなので乾亮子から交際は辞めるように忠告される。不良仲間を使って喧嘩を売らせて嵐子を振りむかせようとするものの失敗する。
四谷 つる子
声 - 佐々木菜摘
分校時代の後輩。暗い人物で、奈良に行く六三四に不正乗車・無賃乗車方法を教えた。
春日 るりこ・片山 すみえ・中田 幹夫
分校の同級生。
水野 晴郎・安藤 みつお・立山 走
分校の後輩。
力武
声 - 大塚芳忠
大石の後任監督で後輩。大学選手権の覇者でもある。喫煙者。
六三四の素振りを見て「大石が素振りだけさせろと言った意味が分かった。高校生離れしていて、部員では稽古相手にはならない」と評している。
有働 麻衣子
有働の妹で中学生位。なぎなたをやっている。六三四が古沢との試合で追い詰められたときに駆けつけて古沢を止めようとした。ギャル系では無いが現在で言うとガングロである。小船の操縦も出来る。
橘 麻里
猿沢池でペットの仔犬がおぼれたところ修羅に助けられ知り合った女性。一時的に修羅と恋仲になるも、最終的に別の人物と婚約した。
宇田川 信雄
大阪中央大学の西日本大学選手権覇者。天竜高校との対抗戦で30人対30人の勝ち抜き戦で修羅1人に20人抜きされた主将・虎谷の依頼によって闇稽古勝負を挑んだ。六三四と修羅を見て、「あの程度の部員では歯が立たない」と改める。天竜高校は血の気が多い連中だらけ。闇稽古は心眼を開く為。
板垣大輔・有吉弘行・小野翔平・田村謙二
小学生四天王と言われる剣士。小学校はバラバラだが、全員南部中に進学、大石の後輩でもある。
阿久津 渉
黒山中学主将。県下でもなの通った剣士。道場破りに来た六三四と勝負するが負ける。実は北上少年少女剣道クラブ出身。
乾 亮子
乾の異母姉。喫煙者で学生時代はグレていた。
和江
幼少期の夏木家の隣人。里帰りした六三四に旧家が解体される事を伝える。
芦田
町のチンピラ。武者を「総番」「兄貴」と呼ぶものの高校行った武者を不意打ちする。小宮を襲おうとして六三四と武者にやられた事を逆恨みして学校に通報する。その後、単身で乗り込んできた嵐子をレイプしようとするものも、乾が乗り込んできて打ちのめされ、喧嘩の件も不問に伏される。
伊賀 光明
韮山の孫で難波大学の学生。全日本大学選手権優勝者。修羅とは兄弟弟子にあたる。

## テレビアニメ
エイケンの制作によるテレビアニメ版は、1985年4月18日から1986年3月27日までテレビ東京系で放送された。全49話。1986年4月3日から9月26日にかけては『六三四の剣 青春編』のタイトルで全23話が放送された。前者は少年時代の、後者は高校3年生となった六三四やライバル・東堂修羅の姿が描かれている。
2004年、全72話を収録したDVDが、スーパー・ビジョンより発売された。

### スタッフ
- 原作 - 村上もとか
- 監督 - 角田利隆
- プロデューサー - 江津兵太（テレビ東京）、渡邊米彦、霜田正信（以上、エイケン）
- シリーズ構成 - 山本優
- 作画総監督 - 国保誠、小林勝利
- 美術監督 - 遠藤守俊
- 色彩設定 - 中沢邦夫、鬼沢富士男
- 編集 - 掛須秀一
- 音楽 - 坂下秀実
- 音響監督 - 山崎宏
- 選曲 - 東上別符精
- 録音調整 - 小野惇志
- 効果 - 東洋音響
- 録音スタジオ - 東北新社
- 現像所 - 東洋現像所（※）
- 方言指導 - 佐々木菜摘
- 制作進行 - 太田雅文、村田茂、日高政光、伊達新九郎、横田裕昭、中沢敏行ほか
- 製作協力 - サンシャインコーポレーション、はだしプロ
- 製作 - テレビ東京、エイケン

（※）1986年1月、IMAGICAに社名を変更。

### 主題歌
オープニングテーマ - 「裸足のソルジャー」
エンディングテーマ - 「男たちの地図」
作詞 - 売野雅勇 / 作曲 - 井上大輔 / 編曲 - 鷺巣詩郎 / 歌 - 下山公介（レーベル - 東芝EMI）
OP・EDとも『青春編』より映像が変更されたものの楽曲に変更は無かったが、「裸足のソルジャー」は『青春編』ではコーダが縮小された。

### 各話リスト
| 話数              | 放送日         | サブタイトル                     | 脚本            | 絵コンテ   | 演出       | 作画監督            |
| ----------------- | -------------- | -------------------------------- | --------------- | ---------- | ---------- | ------------------- |
| 1                 | 1985年 4月18日 | オラは六三四だ あばれ剣          | 山本優          | 角田利隆   | 塚之戸修秀 | 福田皖              |
| 2                 | 4月25日        | 強敵めっけ!勝負すろ              | 山本優          | 木下ゆうき | 木下ゆうき | 木下ゆうき          |
| 3                 | 5月2日         | 入門だ!町道場ケンカ剣            | 山本優          | 加藤雄治   | 箕ノ口克己 | 山岸廣              |
| 4                 | 5月9日         | 盛岡城の決闘!                    | 合戸陽          | 矢部秋則   | 浅田裕二   | 小林勝利            |
| 5                 | 5月16日        | 上には上の剣の道                 | 山本優          | 遠藤克己   | 殿勝秀樹   | 増谷三郎            |
| 6                 | 5月23日        | やるぞ チビッ子剣道大会          | 山本優          | 落合正宗   | 落合正宗   | 落合正宗            |
| 7                 | 5月30日        | 強敵登場 美少女剣士              | 合戸陽          | 木下ゆうき | 平林淳     | 中山和子            |
| 8                 | 6月6日         | オラが一番!昇級試合              | 山本優          | 岡部英二   | 岡田宇啓   | 山岸廣              |
| 9                 | 6月13日        | オラは無敵だ 四天王やぶり        | 山本優          | 古久火人   | 古久火人   | 小林勝利            |
| 10                | 6月20日        | 地獄の特訓 ありがとう大石        | 合戸陽          | 箕ノ口克己 | 大谷正弘   | 増谷三郎            |
| 11                | 6月27日        | ライバル登場 その名は修羅        | 山本優          | 落合正宗   | 落合正宗   | 落合正宗            |
| 12                | 7月4日         | 対決!六三四VS修羅                | 合戸陽          | 木下ゆうき | 木下ゆうき | 中山和子            |
| 13                | 7月11日        | オラの涙と アイツの涙            | 山本優          | 殿勝秀樹   | 山崎友正   | 山岸廣              |
| 14                | 7月18日        | それぞれの道 剣の道              | 山本優          | 矢部秋則   | 矢部秋則   | 小林勝利            |
| 15                | 7月25日        | 父っちゃがやるならオラもやる     | 山本優          | 遠藤克己   | 殿勝秀樹   | 増谷三郎            |
| 16                | 8月1日         | おしかけ六三四の山ごもり         | 合戸陽          | 落合正宗   | 落合正宗   | 落合正宗            |
| 17                | 8月8日         | 敵は東堂!親子剣!                 | 山崎晴哉        | 角田利隆   | 岡田宇啓   | 山岸廣              |
| 18                | 8月15日        | 幻の敵!新しい敵!                 | 合戸陽          | 遠藤克己   | 木下ゆうき | 中山和子            |
| 19                | 8月22日        | ゆけゆけ父っちゃ 日本一!         | 山本優          | 殿勝秀樹   | 山崎友正   | 木暮輝夫            |
| 20                | 8月29日        | 激戦! 嵐よぶ武道館               | 山崎晴哉        | 矢部秋則   | 矢部秋則   | 小林勝利            |
| 21                | 9月5日         | 激突!岩手の虎と柳生の鬼          | 合戸陽          | 落合正宗   | 落合正宗   | 落合正宗            |
| 22                | 9月12日        | 命を賭けた日本一!                | 山本優          | 殿勝秀樹   | 大谷正弘   | 増谷三郎            |
| 23                | 9月19日        | 涙の千本素振り                   | 山本優          | 遠藤克己   | 殿勝秀樹   | 金子勲              |
| 24                | 9月26日        | 竹刀をすてた六三四               | 山本優          | 殿勝秀樹   | 木下ゆうき | 中山和子            |
| 25                | 10月3日        | 復活 六三四 必殺の突き           | 山本優          | 古久火人   | 古久火人   | 小林勝利            |
| 26                | 10月10日       | 勝負だ東堂!決意の旅立ち          | 山本優          | 落合正宗   | 落合正宗   | 落合正宗            |
| 27                | 10月17日       | よみがえれ六三四! 素晴しき剣の道 | 山本優          | 殿勝秀樹   | 殿勝秀樹   | 増谷三郎            |
| 28                | 10月24日       | 再登場!美少女剣士 轟嵐子         | 合戸陽          | 角田利隆   | 木下ゆうき | 中山和子            |
| 29                | 10月31日       | オラの意地 嵐子の意地            | 山崎晴哉        | 矢部秋則   | 矢部秋則   | 小林勝利            |
| 30                | 11月7日        | 気迫の準決勝                     | 山本優          | 野寺三郎   | 落合正宗   | 落合正宗            |
| 31                | 11月14日       | みたか上段 火の位!               | 山本優          | 殿勝秀樹   | 殿勝秀樹   | 土屋幹夫            |
| 32                | 11月21日       | 四対一の大げんか                 | 合戸陽          | 遠藤克己   | 木下ゆうき | 中山和子            |
| 33                | 11月28日       | 敵は修羅!出るか必勝技            | 山本優          | 落合正宗   | 落合正宗   | 工藤裕加            |
| 34                | 12月5日        | 大会前夜 ちかいの五人!           | 山本優          | 矢部秋則   | 矢部秋則   | 梶谷光春            |
| 35                | 12月12日       | 燃える武道館!                    | 合戸陽          | 落合正宗   | 落合正宗   | 溝呂木浩章          |
| 36                | 12月19日       | 武道館 快進撃!                   | 山本優          | 殿勝秀樹   | 殿勝秀樹   | 増谷三郎            |
| 37                | 12月26日       | 火花散る宿命のライバル戦!        | 山本優          | 遠藤克己   | 岡田宇啓   | 小林勝利            |
| 38                | 1986年 1月9日  | 撃突! 六三四VS修羅               | 山本優          | 落合正宗   | 落合正宗   | 工藤裕加            |
| 39                | 1月16日        | めざせ ふたたび武道館!           | 合戸陽          | 矢部秋則   | 矢部秋則   | 梶谷光春            |
| 40                | 1月23日        | もっと強く もっと激しく!         | 山崎晴哉        | 殿勝秀樹   | 殿勝秀樹   | 増谷三郎            |
| 41                | 1月30日        | あばれ六三四の道場破り!          | 山本優          | 落合正宗   | 落合正宗   | 工藤裕加 溝呂木浩章 |
| 42                | 2月6日         | 無敵の上段!オラの剣              | 山本優          | 遠藤克己   | 山崎友正   | 土屋幹夫            |
| 43                | 2月13日        | 炎の道! 阿修羅の剣!              | 合戸陽          | 殿勝秀樹   | 山崎友正   | 増谷三郎            |
| 44                | 2月20日        | オラは岩手の虎になる!            | 山本優          | 矢部秋則   | 矢部秋則   | 梶谷光春            |
| 45                | 2月27日        | 剣と友情 六三四VS嵐子            | 山本優 山崎晴哉 | 落合正宗   | 落合正宗   | 溝呂木浩章          |
| 46                | 3月6日         | 打倒修羅 ライバル再対決!         | 山本優          | 遠藤克己   | 殿勝秀樹   | 金子勲              |
| 47                | 3月13日        | 敵も上段 危うし六三四!           | 山本優          | 落合正宗   | 落合正宗   | 工藤裕加            |
| 48                | 3月20日        | 熱闘六三四と修羅                 | 山本優          | 矢部秋則   | 矢部秋則   | 梶谷光春            |
| 49                | 3月27日        | やったぞ 優勝日本一!             | 山本優          | 角田利隆   | 岡田宇啓   | 増谷三郎            |
| 六三四の剣 青春編 |                |                                  |                 |            |            |                     |
| 50                | 4月3日         | 剣と青春のたびだち               | 山本優          | 角田利隆   | 吉田健次郎 | 土屋幹夫            |
| 51                | 4月10日        | 初試練 怒りの八幡宮!             | 山本優          | 落合正宗   | 落合正宗   | 溝呂木浩章          |
| 52                | 4月17日        | 危機一髪 春のあらし!             | 山本優          | 落合正宗   | 落合正宗   | 福田新              |
| 53                | 4月24日        | 新人戦!しのびよる罠              | 山本優 合戸陽   | 遠藤克己   | 増田光昭   | 原完治              |
| 54                | 5月1日         | 決勝戦!迷いの一撃                | 山本優          | 吉田健次郎 | 吉田健次郎 | 土屋幹夫            |
| 55                | 5月8日         | 新たなる旅立ち                   | 山本優          | 落合正宗   | 落合正宗   | 工藤裕加            |
| 56                | 5月15日        | 復活一番勝負!甦る六三四          | 山本優          | 落合正宗   | 落合正宗   | 落合正宗            |
| 57                | 5月22日        | 剛剣!示現流一の太刀              | 合戸陽          | 増田光昭   | 玉沢武     | 原完治              |
| 58                | 5月29日        | 二刀流 謎の剣客                  | 山本優          | 遠藤克己   | 殿勝秀樹   | 土屋幹夫            |
| 59                | 6月5日         | 大あばれ 六三四と修羅            | 合戸陽          | 落合正宗   | 落合正宗   | 溝呂木浩章          |
| 60                | 6月12日        | 覇者の剣 王者の剣                | 山本優          | 落合正宗   | 落合正宗   | 横山美雪            |
| 61                | 6月19日        | 師弟激突 それぞれの誓い          | 山本優          | 玉沢武     | 殿勝秀樹   | 川崎光雄            |
| 62                | 6月26日        | より強く より逞しく              | 山本優          | 遠藤克己   | 殿勝秀樹   | 土屋幹夫            |
| 63                | 7月11日        | 無冠の豪剣 六三四起つ            | 合戸陽          | 落合正宗   | 落合正宗   | 工藤裕加            |
| 64                | 7月25日        | 青春ふたつ 剣ひとすじに          | 山本優          | 遠藤克己   | 増田光昭   | 原完治              |
| 65                | 8月1日         | 執念の逆二刀 よみがえった狼      | 合戸陽          | 落合正宗   | 落合正宗   | 金子勲              |
| 66                | 8月8日         | 剣士たちの春秋                   | 山本優          | 遠藤克己   | 吉田健次郎 | 土屋幹夫            |
| 67                | 8月15日        | 母子剣復活の鬼ユリ               | 山本優          | 落合正宗   | 落合正宗   | 工藤裕加            |
| 68                | 8月29日        | めざせ アベック優勝              | 合戸陽          | 落合正宗   | 落合正宗   | 丸山政次            |
| 69                | 9月5日         | 六三四の道 嵐子のこころ          | 山本優          | 矢部秋則   | 矢部秋則   | 梶谷光春            |
| 70                | 9月12日        | 剣と青春の嵐                     | 山本優          | 遠藤克己   | 殿勝秀樹   | 土屋幹夫            |
| 71                | 9月19日        | 熱剣 若き剣士たちの闘い          | 合戸陽          | 落合正宗   | 落合正宗   | 工藤裕加            |
| 72                | 9月26日        | 剣よ 夢よ 栄光の六三四と修羅     | 山本優          | 角田利隆   | 落合正宗   | 土屋幹夫            |

### 放送局
※放送系列は放送当時、放送日時は個別に出典が掲示されている局を除き1986年8月中旬 - 9月上旬時点のものとする。
| 放送地域       | 放送局               | 放送日時 | 放送系列                      | 備考                                                  |
| -------------- | -------------------- | --- | ----------------------------- | ----------------------------------------------------- |
| 関東広域圏     | テレビ東京           | 木曜 19:00 - 19:30（1985年4月 - 1986年3月） → 木曜 19:30 - 20:00（1986年4月 - 1986年6月） → 金曜 19:00 - 19:30（1986年7月 - 9月）                                   | テレビ東京系列                | 制作局                                                |
| 青森県         | 青森テレビ           | 月曜 16:30 - 17:00 | TBS系列                       |                                                       |
| 岩手県         | 岩手放送             | 木曜 16:35 - 17:05(1985年5月時点) → 土曜 6:00 - 6:30 | TBS系列                       | 現・IBC岩手放送。原作の舞台。                         |
| 山形県         | 山形テレビ           | 日曜 9:00 - 9:30 | フジテレビ系列                |                                                       |
| 宮城県         | 仙台放送             | 土曜 17:30 - 18:00（1986年6月 - 1987年3月） → 金曜 16:30 - 17:00（1987年4月 - 9月）                                                                                 | フジテレビ系列                |                                                       |
| 福島県         | 福島テレビ           | 日曜 9:30 - 10:00（1985年9月） → 日曜 8:30 - 9:00（1985年10月 - 1986年3月） → 土曜 6:30 - 7:00（1986年4月 - 1987年3月）                                             | フジテレビ系列                |                                                       |
| 山梨県         | テレビ山梨           | 金曜 15:55 - 16:25 | TBS系列                       |                                                       |
| 新潟県         | 新潟総合テレビ       | 金曜 16:30 - 17:00 | フジテレビ系列                | 現・NST新潟総合テレビ。                               |
| 長野県         | テレビ信州           | 日曜 7:30 - 8:00 | 日本テレビ系列 テレビ朝日系列 |                                                       |
| 静岡県         | 静岡第一テレビ       | 金曜 17:00 - 17:30 | 日本テレビ系列                |                                                       |
| 富山県         | 富山テレビ放送       | 火曜 16:50 - 17:20（1985年7月16日から1986年3月4日まで） ↓ 火曜 17:00 - 17:30（1986年3月11日および3月18日） ↓ 土曜 8:00 - 8:30（1986年4月26日から1987年2月21日まで） | フジテレビ系列                | 1985年7月16日から1987年2月21日まで放送                |
| 福井県         | 福井テレビジョン放送 | 水曜 16:30 - 17:00 | フジテレビ系列                | 1986年8月20日から1987年8月19日まで放送。              |
| 岐阜県         | 岐阜放送             | 木曜 19:30 - 20:00 | 独立局                        |                                                       |
| 大阪府         | テレビ大阪           | 金曜 17:00 - 17:30 | テレビ東京系列                |                                                       |
| 奈良県         | 奈良テレビ放送       | 水曜 19:30 - 20:00 | 独立局                        |                                                       |
| 岡山県・香川県 | テレビせとうち       | 金曜 19:30 - 20:00 → 土曜 19:30 - 20:00 | テレビ東京系列                | 1985年10月開局。                                      |
| 広島県         | テレビ新広島         | 月曜 16:30 - 17:00 | フジテレビ系列                | 1986年7月21日放送開始、 1987年2月23日の26話で打ち切り |
| 山口県         | テレビ山口           | 木曜 17:30 - 18:00 | TBS系列 フジテレビ系列        |                                                       |
| 徳島県         | 四国放送             | 月曜 17:30 - 18:00 | 日本テレビ系列                |                                                       |
| 愛媛県         | 南海放送             | 金曜 17:25 - 17:55 → 金曜 17:00 - 17:30 | 日本テレビ系列                |                                                       |
| 高知県         | テレビ高知           | 火曜 16:30 - 17:00 | TBS系列                       | 途中で放映打ち切り。                                  |
| 長崎県         | 長崎放送             | 月曜 17:20 - 17:50 | TBS系列                       |                                                       |
| 熊本県         | テレビ熊本           | 火曜 17:30 - 18:00 (1985年5月7日 - 1986年3月18日) → 火曜 16:30 - 17:00 (1986年4月1日 - 1986年10月28日)                                                              | フジテレビ系列 テレビ朝日系列 |                                                       |
| 大分県         | 大分放送             | 木曜 17:20 - 17:50 | TBS系列                       |                                                       |
| 鹿児島県       | 南日本放送           | 土曜 17:00 - 17:30 | TBS系列                       |                                                       |
| 沖縄県         | 琉球放送             | 月曜 - 木曜 16:55 - 17:25 | TBS系列                       |                                                       |

## ゲーム
1986年8月にタイトーによるファミリーコンピュータ用ゲームソフト『六三四の剣 ただいま修行中』が発売、2002年1月にサンソフトによるPlayStation 2用タイピングソフト『タイピング剣豪 六三四の剣』が発売、2008年4月よりSanseiR&Dよりパチンコ台『CR六三四の剣』が稼動開始された。